# Henri Loux

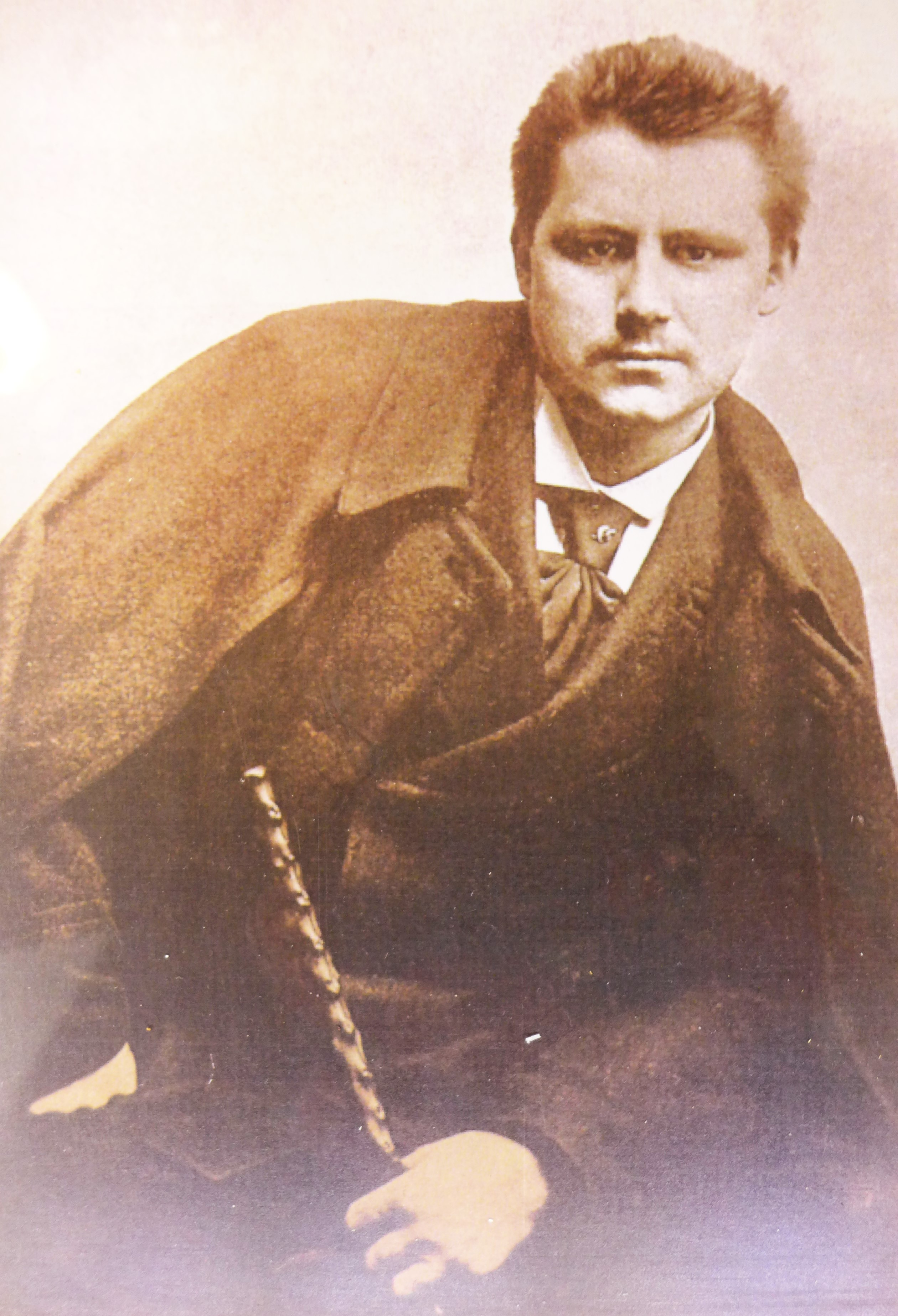
Henri Loux

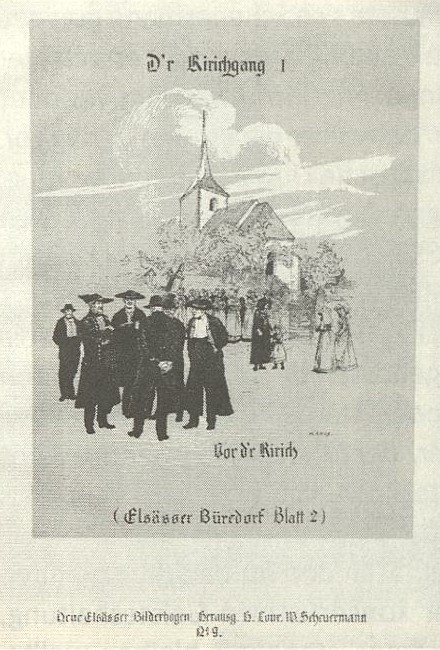
Vor d`r Kirich

Henri Édouard Loux (* 20. Februar 1873 in Auenheim, Reichsland Elsaß-Lothringen; † 19. Januar 1907 in Straßburg) war ein elsässischer Maler.

## Leben und Werk
Das Leben und das Werk von Henri Loux ist im Museum Henri Loux in Gerstheim dokumentiert. Die Darstellung folgt der Website des Museums.
Er wurde 1873 im elsässischen Auenheim geboren, verbrachte einen großen Teil seiner Kindheit jedoch in Sessenheim. In Straßburg besuchte er das Protestantische Gymnasium. Abgesehen vom Zeichnen und Malen war er nur ein bestenfalls mittelmäßiger Schüler. Ursprünglich wollte er Bauer werden im Elsass, das damals noch sehr viel stärker ländlich geprägt war. Unter dem Einfluss seines Vaters und seines Zeichenlehrers Weissandt entschloss er sich aber doch für ein Studium an der neueingerichteten Straßburger Kunstgewerbeschule.
Nach zwei Jahrhunderten französischen Einflusses war das Elsass 1871 in der Folge des Deutsch-Französischen Krieges Teil des Deutschen Reiches geworden. Die Region stand im Spannungsfeld von zwei Sprachen und unterschiedlichen Mentalitäten bei Deutschen und Franzosen. Für die damaligen elsässischen Künstler stellte sich damit häufig die Frage nach einem Studium in München oder Paris. Private Gönner und staatliche Förderung gaben bei Loux den Ausschlag für die Akademie der Bildenden Künste in München (1893).
Aus dem städtisch geprägten Schwabing kam Loux 1897 mit seinem Kunstdiplom wieder in sein heimatliches Elsass zurück. Wälder, Weiden und Wiesen prägten diese Region. Er machte ausgiebige Wanderungen und verfeinerte seine Techniken in der Anfertigung von Skizzen, Aquarellen, Feder- und Tuschezeichnungen. Behäbige Romantik und etwas Süßlichkeit und Sentimentalität standen dabei im Vordergrund. Revolution war nicht angesagt. Es war jedoch die aufkommende Plakatkunst mit ihrer formalen Vereinfachung, die ihn anzog. Landschaften, Menschen mit ihren Trachten auf Festen sowie Architektur lieferten ihm Themen für seine Werke. Wie andere elsässer Künstler auch, half Loux mit, dass in Frankreich die verlorenen Provinzen Elsass und Lothringen nicht vergessen wurden. Für die Weltausstellung Paris 1900 entwarf er ein Plakat, welches einen Nachbau des Restaurants Maison Kammerzell in Straßburg zeigte.
Die Zeitschrift Neuer Elsässer Bilderbogen bot Loux ein Forum zur Veröffentlichung. Er verantwortete den zeichnerischen Teil der Publikation, Wilhelm Scheuermann die Texte. Das Publikum zeigte jedoch kein Interesse an dem Periodikum; nach gut einem Dutzend Ausgaben wurde das verlegerische Experiment daher eingestellt. Der Künstler litt auch gesundheitlich unter diesem beruflichen Fehlschlag.
Die Steingutfabrik Utzschneider & Cie in Saargemünd brachte dann 1902 eine Geschirrserie auf den Markt, zu deren Verzierung Loux eine Offerte erhielt. Der Künstler passte bereits realisierte Werke an das gewünschte neue Format an: die Kollektion „Obernai“ entstand. Essgeschirr mit diesen Motiven ist im Elsass heute noch sehr beliebt. 1979 wurde der Firma Utzschneider von der Faïencerie de Lunéville-Saint-Clément übernommen und diese Geschirrserie wird heute noch produziert und insbesondere in elsässer Spezialitätenrestaurants genutzt.
Loux liegt auf dem Polygone-Friedhof in Straßburg begraben (Section 1-34-4).
Die Gemeinde Sessenheim hat im Jahr 2024 ihren Gemeindesaal nach ihm benannt.

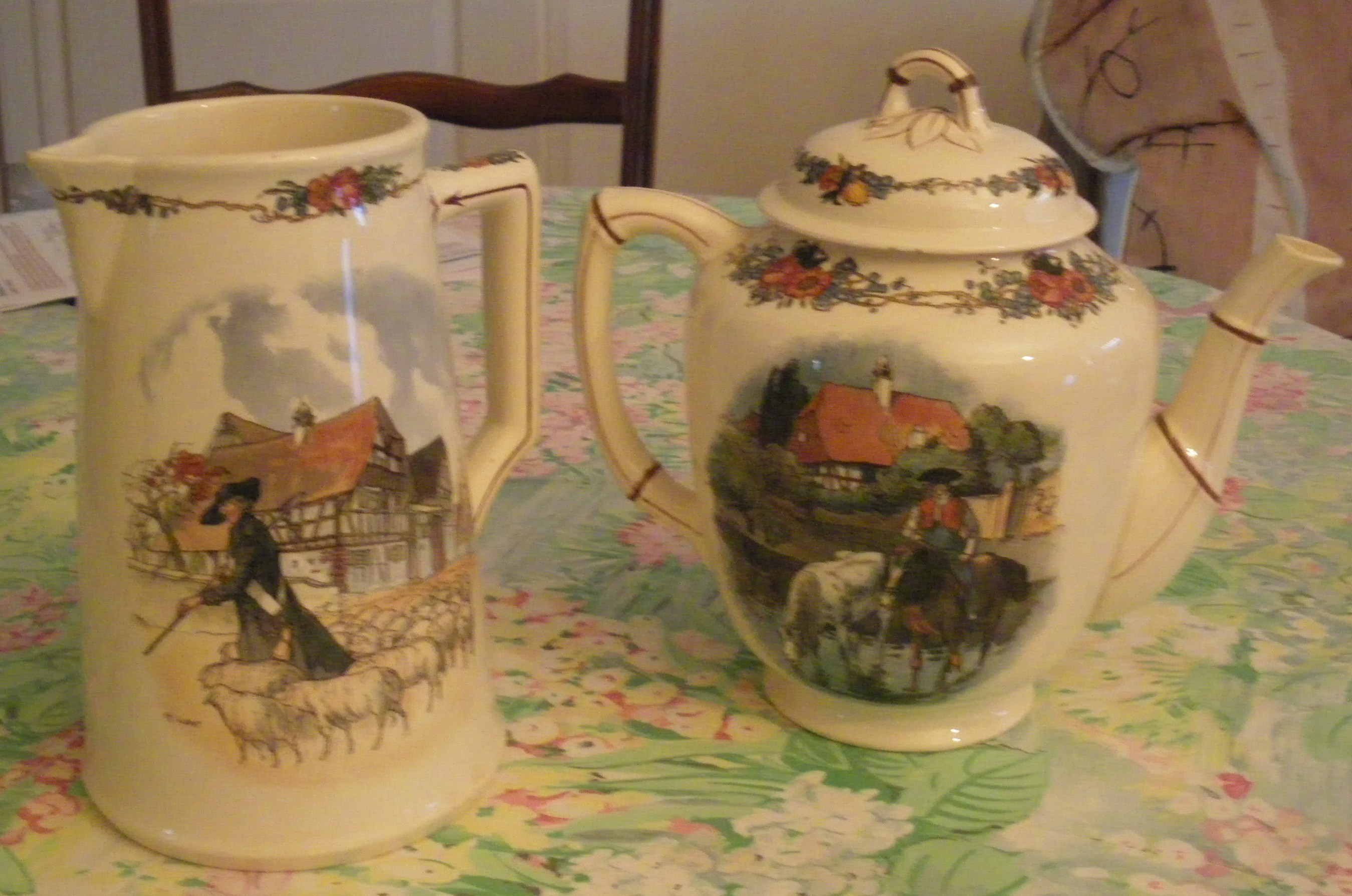
Krug und Kaffeekanne der Serie „Obernai“, gestaltet von Henri Loux
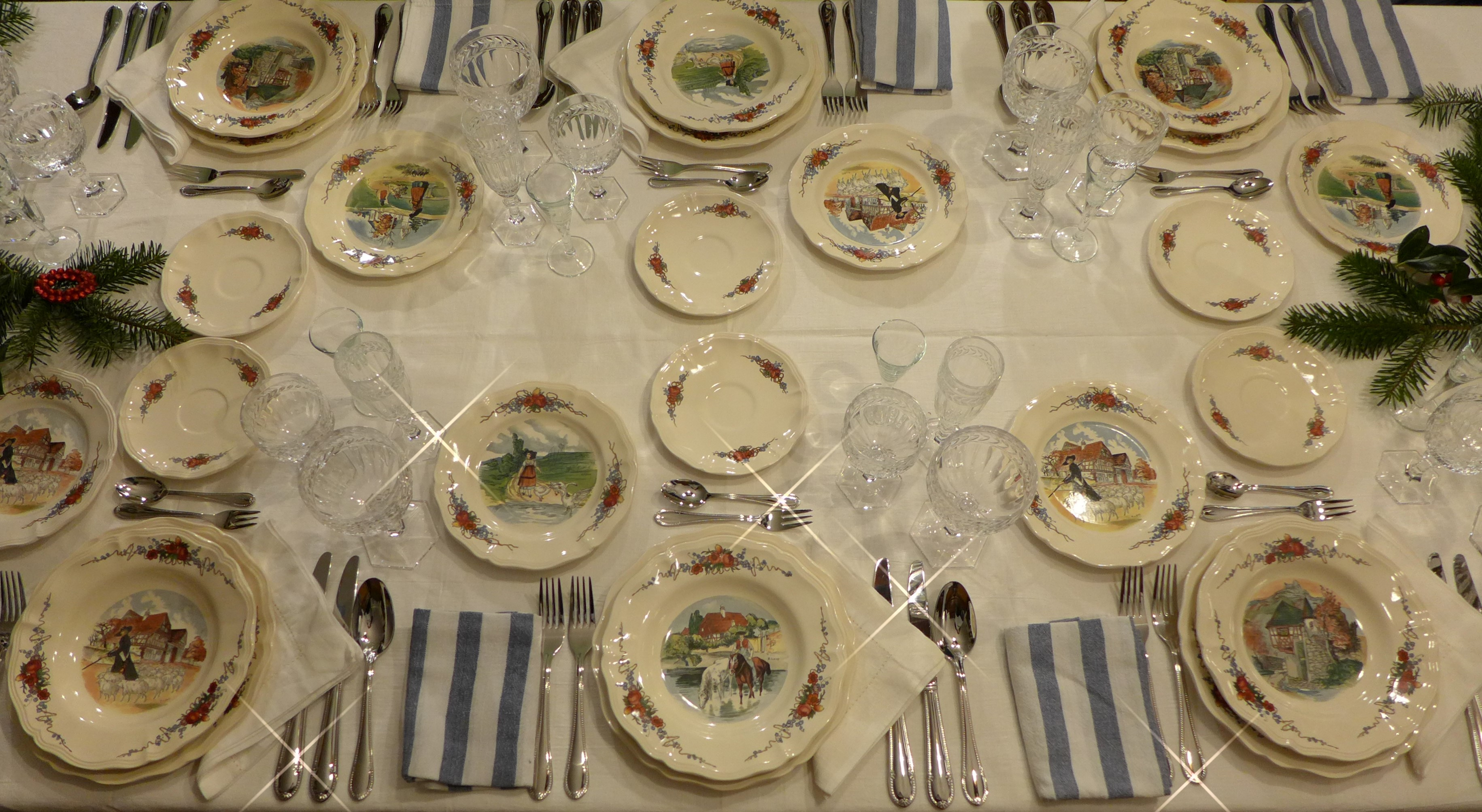
Tafelgedeck der Serie „Obernai“
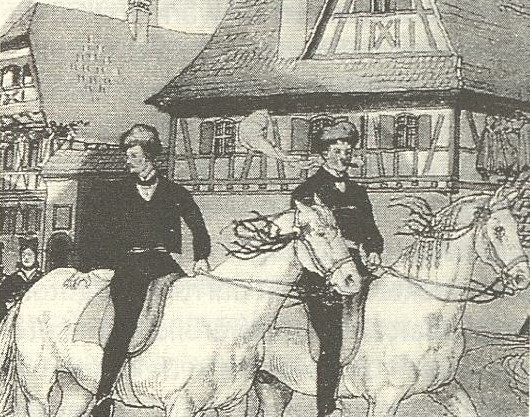
Loux und Scheuermann beim Ausritt